# Nitrozil-bromid
A nitrozil-bromid szervetlen vegyület, képlete NOBr. Szobahőmérsékleten vörös színű gáz. Nitrogén-monoxid és bróm reakciójával keletkezhet.

## Fordítás
Ez a szócikk részben vagy egészben  a   Nitrosyl bromide című angol Wikipédia-szócikk ezen változatának fordításán alapul.  Az eredeti cikk szerkesztőit annak laptörténete sorolja fel. Ez a jelzés csupán a megfogalmazás eredetét és a szerzői jogokat jelzi, nem szolgál a cikkben szereplő információk forrásmegjelöléseként.